# Eucladium tenue
Eucladium tenue là một loài Rêu trong họ Pottiaceae. Loài này được (Schrad. ex Hedw.) C.E.O. Jensen mô tả khoa học đầu tiên năm 1923.